# Santuário de Nossa Senhora do Porto de Ave
O Santuário de Nossa senhora do Porto de Ave (ou de Porto d' Ave) é um complexo religioso situado no lugar de Porto de Ave, freguesia de Taíde, município de Póvoa de Lanhoso, Portugal. Inclui, além da igreja, que engloba um museu de arte sacra popular, uma Via sacra com capelas dedicadas a episódios da vida da Virgem Maria e vários edifícios, originalmente de apoio aos peregrinos, actualmente em remodelação. É local de uma romaria que se efectua todos os primeiros domingos de Setembro.

## História
O santuário foi constituído, originalmente, por um pequeno oratório de madeira edificado por Francisco Magalhães Machado, pertencente à Ordem Terceira dos franciscanos, mestre escola neste lugar, no ano de 1730, para acolher uma imagem de Nossa Senhora do Rosário, antes pertencente à Igreja de São Miguel de Taíde, de modo a evitar a sua destruição, já que tinha sido rejeitada pelos responsáveis pela igreja. Tendo a imagem ficado aos seus cuidados, para sua veneração particular, rapidamente se espalhou a notícia de vários dons concedidos pela então designada "Senhora dos Milagres", pelo que se englobou o oratório numa capela de pedra que dignificasse a imagem, a que ocorriam cada vez mais peregrinos, crentes no seu poder milagroso. A capela foi terminada em 1734 e situava-se no local actualmente ocupado pela capela da Natividade de Nossa Senhora ou de Santa Ana (construída em 1865), ao fundo do escadório, a sul do templo actual. Contam as crónicas que o professor Francisco Magalhães Machado terá, então, decidido restaurar a imagem. Ao preparar-se para a levar a um pintor, a imagem ter-se-ia transformado miraculosamente numa estátua de excelente aspecto, o que, ao ser divulgado, aumentou ainda mais a sua fama.
D. José de Bragança, arcebispo de Braga decidiu, então, perante o avolumar dos crentes em romaria, proceder à construção do santuário, provido de uma escadaria, à semelhança de outros santuários da mesma época, nomeadamente do Santuário do Bom Jesus, de Carlos Amarante. Por carta Régia de 14 de Abril de 1874, foi elevado à categoria de Santuário Real.
Em 2 de Outubro de 2018 foi classificado como Conjunto de Interesse Público..

## Características arquitectónicas
A frontaria está enquadrada por duas torres, divididas em três registos. O registo superior é rasgado nas quatro faces por olhais de volta perfeita. Sobre o portal, entre um frontão de volutas, encontra-se um nicho com a imagem de Nossa Senhora do Porto de Ave. A empena do frontispício apresenta uma cruz episcopal, denotando as diligências da Sé de Braga na construção do edifício.
O transepto, de planta octogonal, é iluminado por um zimbório oitavado com cúpula. O cruzeiro é ornado por duas estruturas retabulares em talha dourada. A capela-mor, em tecto abobadado dividido em caixotões pintados, caracteriza-se por um retábulo rococó de talha dourada a revestir a parede do fundo.

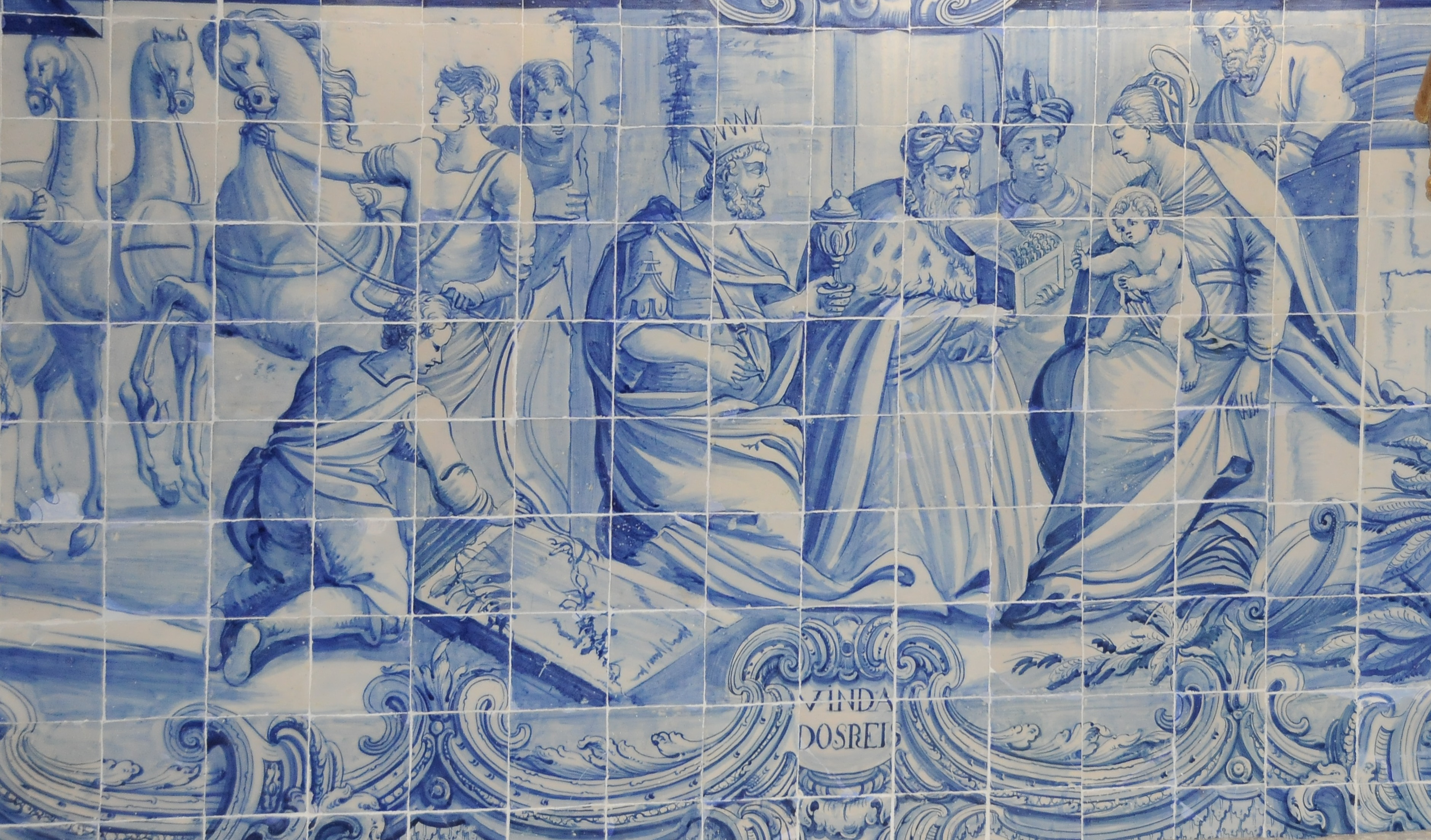
Azulejos

O interior da nave apresenta um notável revestimento de azulejos joaninos do século XVIII, azuis e brancos, descrevendo cenas da vida da Virgem e do nascimento de Jesus. Sobre a nave estende-se uma abóbada de berço, com caixotões onde estão pintadas cenas alegóricas, apoiada num entablamento de pedra decorado com um denticulado. As capelas laterais apresentam retábulos de talha policroma. O coro é ladeado por dois órgãos de tubo guarnecidos de talha, em estilo rococó. Podem-se ainda ver dois púlpitos com dossel, ornamentados com esculturas representando figuras alegóricas.
No exterior do templo, destaca-se a escadaria dupla, interrompida por patamares, que faz a ligação entre o adro da igreja e o topo de um monte. No patamar superior ergue-se uma fonte com tanque octogonal ornamentada por um putto e um pelicano. A escadaria acompanha uma Via Sacra composta por oito capelas onde se representam, em personagens de tamanho real, cenas da vida da Virgem, como a Anunciação, Visitação, Nascimento de Jesus, Circuncisão de Jesus, Adoração dos Reis Magos, Apresentação de Jesus no Templo, Fuga para o Egipto e Jesus entre os Doutores da Lei.
Quem visitar o templo pode ainda percorrer o Museu de Arte Sacra Popular onde se expõem vários ex-votos dos séculos XVIII e XIX, que geralmente consistem em quadros que representam a intercessão da Virgem em algum momento da vida do devoto, com uma legenda descritiva do milagre.